# مات كوربوي
مات كوربوي (بالإنجليزية: Matt Corboy)‏ مواليد 4 يونيو 1973 في هونولولو، هو ممثل أمريكي بدأ مسيرته الفنية سنة 1996.

## الأعمال

### مسلسلات
- جاغ (1999)
- المقاطعة (2000)
- الدرع (2002) (بدور: راي كارلسون)
- مالكوم في الوسط (2003)
- كولد كيس (2005) (بدور: تيرنس)
- الجناح الغربي (2006)
- الحلقة (2006) (بدور: كينيث)
- ماد تي في (2007) (بدور: مات)
- إن سي آي إس (2008)

## روابط خارجية
- مات كوربوي على موقع IMDb (الإنجليزية)
- مات كوربوي على موقع قاعدة بيانات الفيلم (الإنجليزية)
- مات كوربوي على موقع كينوبويسك (الروسية)